# Виконавчий комітет СНД
Виконавчий комітет СНД (рос. Исполнительный комитет СНГ) — постійно діючий орган СНД. 

## Історія
2 квітня 1999 — прийняття Радою глав держав СНД рішення реорганізувати Виконавчий Секретаріат СНД, апарат Міждержавного економічного Комітету економічного союзу, робочі апарати низки міждержавних та міжурядових галузевих органів в єдиний постійно діючий виконавчий, адміністративний та координуючий орган  — Виконавчий комітет Співдружності Незалежних Держав. 

## Учасники
Держави  — учасниці СНД : 
- Азербайджанська Республіка
- Республіка Вірменія
- Республіка Білорусь
- Республіка Казахстан
- Киргизька Республіка
- Російська Федерація
- Республіка Таджикистан
- Туркменистан
- Республіка Молдова
- Республіка Узбекистан